# Tát
Tát é uma cidade da Hungria, situada no condado de Komárom-Esztergom. Tem 12,06 km² de área e sua população em 2019 foi estimada em 5.280 habitantes.